# مارتن بست
مارتن بست (بالإنجليزية: Martin Best)‏ هو عازف آلة وترية ‏ بريطاني، ولد في 13 أبريل 1942.

## وصلات خارجية
- مارتن بست على موقع IMDb (الإنجليزية)
- مارتن بست على موقع ميوزك برينز (الإنجليزية)
- مارتن بست على موقع ديسكوغز (الإنجليزية)